# Lithops localis
Lithops localis — вид рослин родини аїзові.

## Назва
Відомий в англійській мові під назвою «живі камінці» (англ. living stones).

## Будова
Рослина має пару листків, що мімікрували під камінці, щоб ховатися від травоїдних. Листя покрите цятками.

## Поширення та середовище існування
Зростає у Південній Африці на півдні Кару.

## Практичне використання
Популярна кімнатна рослина, за якою просто доглядати.